# 肖川
肖川（？—），男，汉族，研究员，中华人民共和国政治人物，现任中国共产党第二十届中央委员会候补委员，中国兵器工业集团有限公司总研究师、首席科学家。